# رودلف فوغل (سياسي)
رودلف فوغل هو صحفي وسياسي ألماني، ولد في 18 أبريل 1906 في بيطوم في بولندا، وتوفي في 4 يونيو 1991 في شتارنبرغ في ألمانيا. نشط حزبياً في الاتحاد الديمقراطي المسيحي. وقد انتخب عضو في البوندستاغ الألماني خلال فترته النيابية ‏ (7 سبتمبر 1949 – 7 سبتمبر 1953).

## وصلات خارجية
- رودلف فوغل على موقع مونزينجر (الألمانية)